# Grazia
Grazia（グラツィア）は講談社が発売していた女性向け月刊ファッション雑誌である。1996年3月創刊。
毎月7日発売であったが、2013年8月号（同年7月5日発売）をもって休刊とされた。
タイトルはイタリア語で「優美」「上品」を意味する。イタリアを本国とする同名の週刊ファッション・芸能情報誌（en:Grazia）が世界各国で発売されているが、関係はなく、その日本版として発売されたものでもない。
休刊時点での編集長は加藤孝広。

## 概要
ファッション・コスメ・ヘアメイクのほか、グルメ、観光スポット、芸能人などの情報も掲載されている。一貫して30代のキャリア婦人が主なターゲットであったが、2012年の新装刊を機に大きく路線が変更された。
1990～2000年代
30代のキャリア婦人全般を対象とし、コンサバ系のワードローブを主に提案。一部連載などではモード系、ラグジュアリーブランドの最新コレクションなども掲載された。姜尚中などの連載記事もみられた。発売日は毎月1日（休祝日・年末年始には1～3日ずれる場合もある）。
2012年新装刊以降
30代の「働く母」を主たる対象として明確化し、誌面や題字をリニューアル。家族で行く旅行スポット、子育てグッズ、家電、雑貨などの情報が充実した内容となり、宋美玄、ヤマザキマリ、竹田恒泰などの新連載がスタートした。発売日も毎月7日となった。

### 連載
- 花を召しませ
- HOT TIPS
- Cover Story
- ブランド親書
- Look&Feel
- ニッポン・ビューティへの道
- 齋藤薫 / 美人のアナリシス
- 長谷川京子 / 日々是京日
- 内田恭子 / 女って、大変!?
- 東山紀之 / エデンノヒガシ
- ヤマザキマリ / 世界は女で回ってる
- 古田新太 / ニュースな戯言
- 雨宮塔子 / 瞼のパリ
- 宋美玄 / Hなカラダなう
- 竹田恒泰 / ナデシコ万歳
- 24時間じゃ足りない!
- 即効美容
- 町田康「猫暦」
- 戸井田園子の家電選びのベストアンサー

## 歴代カバーウーマン
新装刊以前
- 熊沢千絵 - 2003年10月号～2008年10月号[2]
- 生方ななえ - 2009年1月号（2008年12月1日発売）～2011年1月号（2010年12月1日発売）
- リン・チーリン - 2011年2月号（2010年12月28日発売）～2012年4月号（2012年3月1日発売）

新装刊～最終号
月により異なるが、主に出産と子育てを経験した既婚の女性芸能人が表紙に選ばれていた。

## 発行部数
|        | 1〜3月    | 4〜6月    | 7〜9月    | 10〜12月  |
| ------ | --------- | --------- | --------- | --------- |
| 2008年 |           | 65,667 部 | 65,000 部 | 72,500 部 |
| 2009年 | 67,500 部 | 65,000 部 | 68,500 部 | 63,750 部 |
| 2010年 | 62,500 部 | 60,000 部 | 55,000 部 | 54,000 部 |
| 2011年 | 55,000 部 | 50,834 部 | 50,000 部 | 50,000 部 |
| 2012年 | 48,000 部 | 77,667 部 | 51,667 部 | 49,334 部 |
| 2013年 | 48,000 部 | 48,000 部 |           |           |